# Dödsdoula
En dödsdoula är en icke-medicinsk person som, yrkesmässigt eller som lekman, ger emotionellt, fysiskt och pedagogiskt stöd till någon som närmar sig döden. Dödsdoulan engageras vanligtvis av den döendes närstående.
Ordet doula kommer från grekiskan och betyder fritt översatt person som tjänar och är omvårdande. Dödsdoulan är en följeslagare under livets slutskede och ska finnas vid en döendes sida. Dödsdoula är ett relativt nytt begrepp i Sverige, men i Storbritannien, USA och andra länder har det funnits längre. Dödsdoula blev ett nyord i svenska språket 2022 och förklarades som ”professionell rådgivare och stödperson vid livets slutskede”.